# 45 d'Andròmeda
45 d'Andròmeda (45 Andromedae) és una estrella de la constel·lació d'Andròmeda. Té una magnitud aparent de 5,80. Està aproximadament a 567 anys llum de la Terra.